# Euparagia
Euparagia (лат.) — род одиночных ос семейства Vespidae с примерно 10 видами. Единственный современный род подсемейства Euparagiinae.

## Распространение
Неарктика. Встречаются только в пустынных районах на юго-западе Северной Америки: юго-запад США и с.-з. Мексика.

## Описание
Фотография. Небольшие по размеру осы (6-7 мм) с овальной формой тела и короткими усиками. Грудка чёрная с жёлтыми плечами, желтым щитком и маленькими яркими пятнами на задней кромке среднеспинки. Брюшко в полоску желтого и черного цветов, ноги сравнительно короткие, жёлтые. Одиночные осы.
Биология известна только для одного вида (Euparagia scutellaris), у которого своих личинок осы снабжают личинками жуков Curculionidae.

## Классификация
Около 10 видов. Род ранее рассматривался в составе группы цветочных ос (Masarinae), но филогенетический анализ показал, что они не имеет тесной связи с ними, а скорее является сестринской группой для остальных Vespidae, так как обладают уникальным жилкованием крыльев. В ископаемом виде известен близкий род †Curiosivespa, относящийся к подсемейству Euparagiinae.
- Euparagia boregoensis Bohart, 1948
- Euparagia desertorum Bohart, 1948
- Euparagia maculiceps (Cameron, 1904)
- Euparagia planiceps Bohart, 1938
- Euparagia platiniceps Bohart, 1938
- Euparagia richardsi Bohart & Krombein, 1979
- Euparagia scutellaris Cresson
- Euparagia siccata Bohart, 1988
- Euparagia timberlakei Bohart, 1948
- Euparagia yuma Bohart, 1988